# Quillota (provincie)
Quillota is een provincie van Chili in de regio Valparaíso. De provincie telde 203.277 inwoners in 2017 en heeft een oppervlakte van 1113 km². Hoofdstad is Quillota.

## Gemeenten
Quillota is verdeeld in vijf gemeenten:
- Hijuelas
- La Calera
- La Cruz
- Nogales
- Quillota